# Neue Hütte (Königshütte)

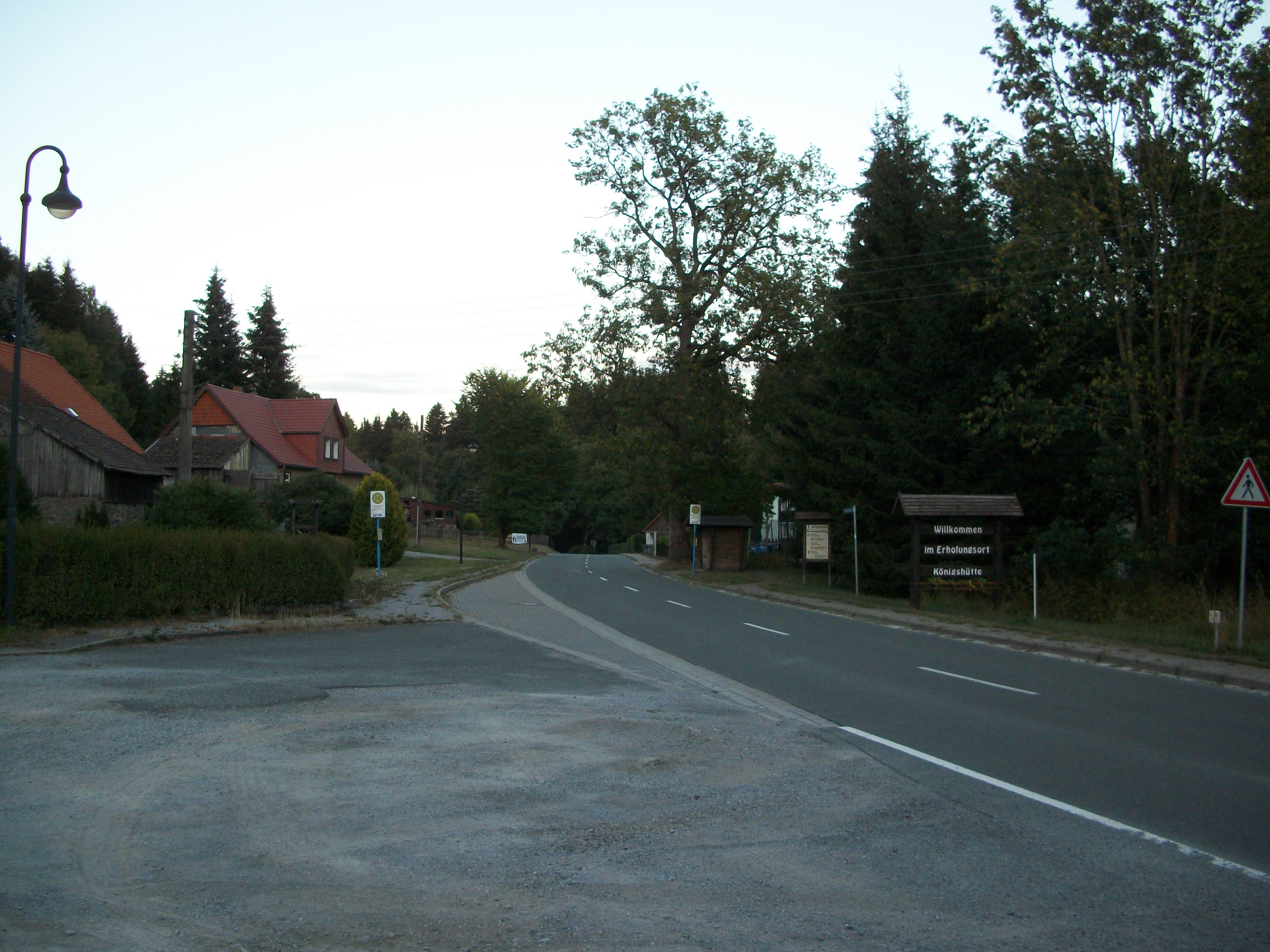
Ortseingang Neue Hütte

Die Neue Hütte war eine Eisenhütte an der Kalten Bode im heutigen Ortsteil Königshütte der Stadt Oberharz am Brocken im Landkreis Harz in Sachsen-Anhalt.

## Geschichte
Die Eisenhütte am linken Bodeufer oberhalb der Hütte Lüdershof soll im Jahr 1400 von den Grafen Heinrich und August von Wernigerode angelegt worden sein. 1525 belehnte Graf Botho zu Stolberg Hermann Schnawenberg und dessen gleichnamigen Sohn mit der Neuen Hütte. 1556 befand sich die Hütte bereits im Besitz der Familie Querfeldt, die sich ab den 80er Jahren des 16. Jahrhunderts Querfurt nannte, weshalb die Hütte zeitweilig auch Querfurtshütte genannt wurde. Das Hüttenwerk war noch bis in die zweite Hälfte des 19. Jahrhunderts in Betrieb. Die letzten Gebäudereste wurden nach 1950 abgetragen. Vorhanden sind heute noch einige Wohngebäude, die frühere Kapelle (jetzt Teil eines Wohnhauses) und der aus dem Teichtal kommende Hüttengraben, der teilweise den bekannten Wasserfall in Königshütte bildet.